# Cámara omnidireccional

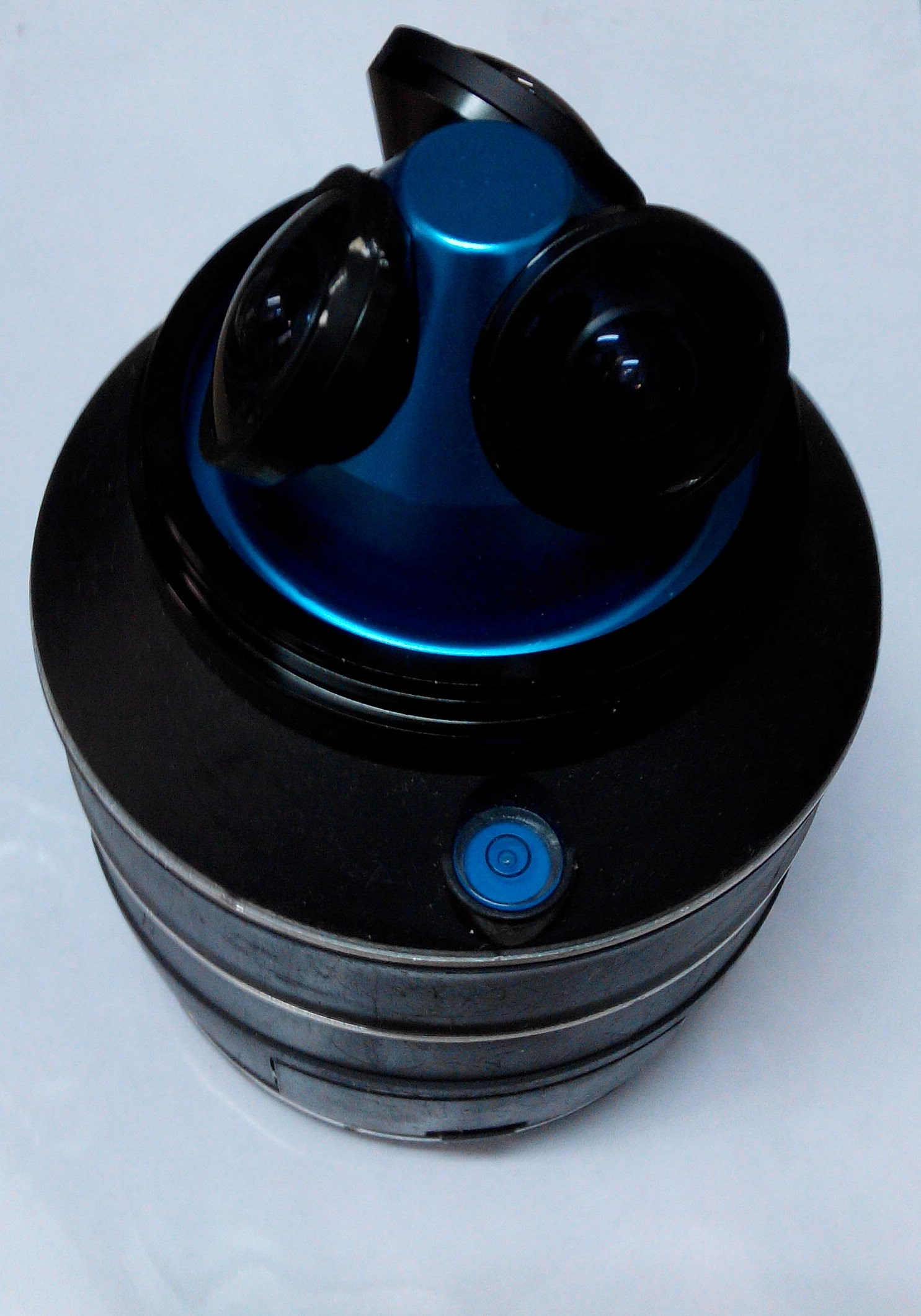
Cámara ominidireccional con tres lentes

Una cámara omnidireccional, etimológicamente omni, que hace referencia a "todo", y direccional a "dirección", es una cámara con 360° de distancia focal que permite la obtención de una imagen omnidireccional en un ángulo horizontal o en un campo visual, obteniéndose una imagen con la representación de todo lo que se ve desde un punto nodal, de todo lo que rodea ese punto nodal, una imagen con visión en 180° verticales y 360° horizontales. Una imagen que cubre la esfera de lo visible, un omniorama.
Una cámara normal tiene una distancia focal máxima de 180°. Esto significa que la cámara capta, como máximo, la luz que cae sobre su punto focal a través de un hemisferio. En cambio, la cámara omnidireccional ideal capta la luz de todas las direcciones sobre el punto focal cubriendo toda la esfera de lo visible. En la práctica no obstante, las cámaras omnidireccionales pueden no cubrir la totalidad de la esfera, en cuanto que pueden requerir un espacio de soporte, trípode o similar, aun cuando ciertas tecnología minimizan este espacio.
Estas cámaras son importantes en las áreas donde se necesitan largos ángulos de visión, como por ejemplo en una imagen panorámica, siendo una tecnología muy usada en algunos campos como la robótica. Actualmente, a raíz de la aparición de nuevos sistemas de reproducción de realidad virtual se está introduciendo en el sector del entretenimiento audiovisual.

## Historia
La idea de crear contenido audiovisual en 360 grados es bastante antigua. De hecho, para comprender el gran camino de investigación y experimentación que nos ha llevado hasta la aparición de este tipo de cámaras, nos tenemos que remontar hasta el 1787.

### Panorama
En 1787 un pintor británico llamado Robert Barker reprodujo la vista de la ciudad de Edimburgo sobre una superficie cilíndrica. A este tipo de pintura la denominó “panorama” (del griego “pan” que quiere decir “todo” y “horama” que quiere decir “vista”).
El resultado fue una vista semicircular, hecho que no convenció a Barker, que quería lograr los 360 grados de visión.
Es por eso que posteriormente encargó a su hijo una pintura de Londres que ocupaba más de 137 m².
En un primer momento es expuesta en la casa de Barker, pero en 1793 decide construir 3 cicloramas (edificios hechos a propósito para exponer los panoramas).

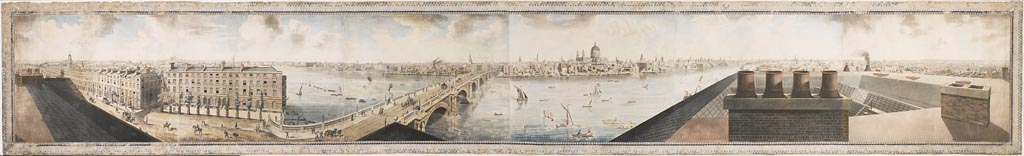
Vista panorámica de Londres realizada por Robert Barker el año 1972.

Barker gana una fortuna con estas exposiciones y patenta el sistema en 1787 con el nombre de “La Nature à Coup de Oeil” (La Naturaleza en un Vistazo).
De todos modos Barker no es el único que experimenta con este tipo de pinturas. Por ejemplo, Wenceslao Hollar crea las llamadas “Long Views”, que son representaciones panorámicas de ciudades.
La diferencia de estas obras y las de Barker, es que este segundo manipula la perspectiva para aprovechar la curvatura del edificio y dotar a la obra de realismo.
El pintor Pierre Prévost continúa trabajando y explotando este invento.

### Primeras cámaras

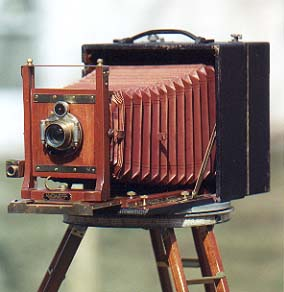
Cirkut camera

Con la invención de la fotografía en 1826 por el francés Joseph Nicéphore Nièpce los panoramas (y la pintura realista en general) entran en crisis puesto que la fotografía está dotada de más realismo.
A pesar de este mayor realismo, las primeras cámaras tienen limitaciones tecnológicas que no permiten hacer fotos a gran escala y construir panorámicas.
Limitación que soluciona en 1843 el austríaco Joseph Puchberger con la invención de la primera cámara panorámica.
Esta cámara sólo cubría 150 grados de los 360.
Es en 1857 cuando M. Garrela patenta una cámara capaz de girar sobre su propio eje (mediante un sistema de engranajes similar al de los relojes) captando una imagen en formato panorámico de los 360 grados que la rodeaban.
El invento que impulsa este tipo de cámara es una película flexible que sustituye a las placas de vidrio utilizadas hasta el momento. En 1888 empiezan a aparecer cámaras con esta tecnología por toda Europa y Estados Unidos. Las imágenes panorámicas de 360 grados eran muy bien recibidas por la audiencia, que pagaba para ver las imágenes a través de los Kaiserpanorama (un carrusel giratorio ).
En 1896 Michel Zeno Diemer y su equipo consiguen realizar una gran imagen panorámica (10 de altura y 100 de longitud) titulada “The battle of Berg-Isel”. Tardaron 3 meses en conseguir realizarla.
De todas las que se construyeron, podríamos destacar como importante la llamada Cirkut camera, desarrollada en 1904 por la empresa Rochester Panoramic Camera co. Factory. Empresa que fue comprada por Kodak y que fue mejorando y desarrollando la Cirkut camera durante décadas.
El año 1906, George Lawrence realiza una panorámica de gran calidad titulada “San Francisco en Ruinas”.
A pesar de la gran mejora de calidad, realizar fotografías panorámicas continuaba siendo una tarea complicada y poco práctica. Las cámaras eran muy pesadas (un peso aproximado de una tonelada) y muy complicadas de accionar.
Se utilizaban principalmente para fines militares, documentales o científicos.
Era un producto pensado para el sector profesional, y por lo tanto las mejoras se centraban en conseguir una óptica más sofisticada, mejorar el accionamiento electrónico, optimizar los accionamientos manuales… Pero en ningún caso buscaban reducir costes y acercarlas a la clientela amateur; de hecho, no se comercializaba ningún modelo por debajo de los 1000 dólares.

### Cámaras modernas

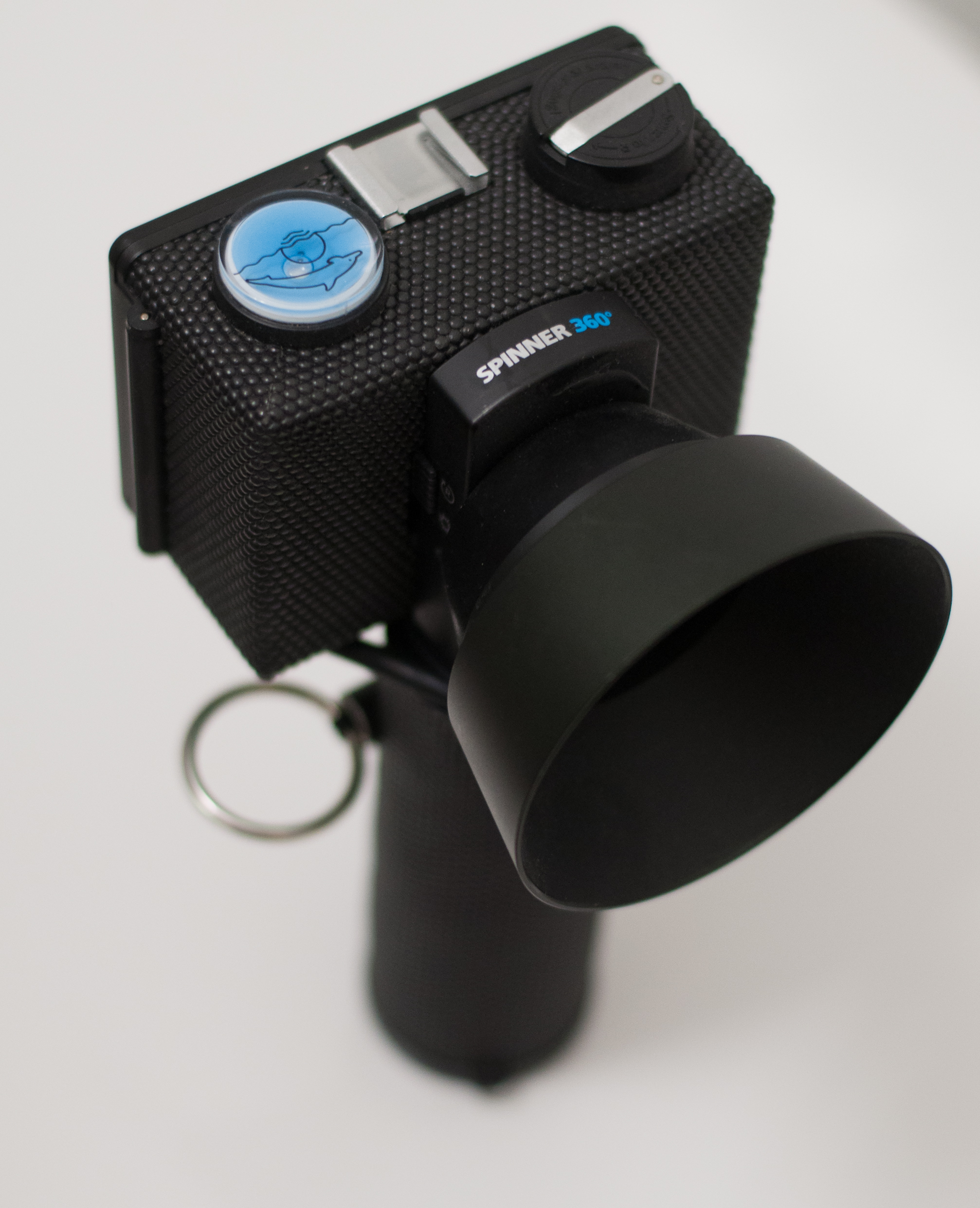
Lomography Spinner 360

En 2010 (casi 100 años después) aparece un modelo de cámara que cubre los 360 grados y que es ligera y práctica de utilizar. Se trata de la “Lomography Spinner 360°”.
Una cámara fotográfica que utiliza una película de 35mm y que está inspirada en las cámaras panorámicas que giraban sobre su propio eje. De hecho, al accionarla, esta realiza un movimiento rotacional completo, consiguiendo así la imagen panorámica.
En cuanto a especificaciones técnicas, aparte de ser ligera (se puede sostener con una sola mano), cuenta con un enfoque fijo de 1m hasta el infinito, y de una apertura f/8, f/16,
 encontrándose actualmente todavía está a la venta.

### Cámaras actuales
Desde los primeros años 2000, la oferta de cámaras que son capaces de fotografiar o grabar vídeo en 360 grados reales (no en formato panorámico como hasta ese momento), ha aumentado de manera significativa y se han convertido en un producto accesible para personas particulares, en razón de su coste, con precios más accesibles, y dado que, en la mayoría de los casos, no hacen falta conocimientos previos o muy especializados para su utilización y uso.
Uno de los primeros modelos capaces de realizar fotografías de 360 grados que se comercializaron fue Girocam, de Giroptic (2008) seguidas de otras soluciones, como Panono y Theta S (de Ricoh). Ambas fueron presentadas a finales de 2013.
| Cámaras omnidireccionales | Cámaras omnidireccionales | Cámaras omnidireccionales |
| ------------------------- | ------------------------- | ------------------------- |
|                           |                           |                           |